# Solo für Schwarz
Solo für Schwarz ist eine deutsche Fernsehserie des ZDF, die von 2003 bis 2007 produziert wurde. Nach dem großen Erfolg des Thrillers Tod im Park, in dem die Kriminalpsychologin Hannah Schwarz (Barbara Rudnik) zwei Frauenmorde in Schwerin aufklären kann, gab der Sender eine lose Filmreihe in Auftrag, die nach ihrer Hauptfigur Solo für Schwarz betitelt wurde. Inhaltlich konzentrierte sich die Reihe auf Verbrechen, deren Wurzeln bis in die Zeit vor 1989 zurückreichen, und reflektierte das gesamtdeutsche Lebensgefühl fünfzehn Jahre nach der Wende. Drei weitere Filme entstanden, ehe Solo für Schwarz nach dem frühen Tod von Hauptdarstellerin Barbara Rudnik eingestellt wurde.
Regie bei allen vier entstandenen Teilen führte Martin Eigler, der auch die Bücher zusammen mit Sven S. Poser schrieb.

## Besetzung

### Hauptdarsteller
| Schauspieler   | Rollenname         | Dienstgrad               | Folgen | Jahre   |
| Barbara Rudnik | Hannah Schwarz     | Kriminalpsychologin      | 1–4    | 2003–07 |
| Harald Schrott | Konrad Fuchs       | Kriminalkommissar        | 1–4    | 2003–07 |
| Meral Perin    | Katharina Petrescu | Kriminalhauptkommissarin | 1–4    | 2003–07 |

### Nebendarsteller
| Schauspieler | Rollenname   | Folgen | Jahre   |
| Birke Bruck  | Suse Richter | 1–3    | 2003–06 |

### Gastdarsteller
| Schauspieler                                                                                 | Rollenname                                                                             | Folge | Jahr |
| Dieter Mann Thorsten Merten Christina Große Hermann Beyer                                    | Staatsanwalt Beus Raik Schleusser Maria Helmer Peter Armknecht                         | 1     | 2003 |
| Bernhard Schütz Burghart Klaußner Heiko Senst Götz Schubert Herbert Fritsch                  | Peter Enninger Dr. Karl Hörster Michael Ginger André Schrade Ludger Zens               | 2     | 2005 |
| Constantin von Jascheroff Burghart Klaußner Catrin Striebeck Felix Vörtler                   | Dennis Matzke Dr. Karl Hörster Katrin Matzke Hubert Esch                               | 3     | 2006 |
| Karl Kranzkowski Heinrich Schmieder Ulrike Krumbiegel Martin Lindow Sven Lehmann Sven Pippig | Peter Kambach Georg Eichhorn Maren Brügge Holger Brügge Karel Mischke Hannes Schüttler | 4     | 2007 |

## Folgen
| Nr. | Titel der Episode    | Regie         | Erstausstrahlung          |
| 1 | Tod im Park          | Martin Eigler | 17. November 2003 auf ZDF |
| Kriminalpsychologin Hannah Schwarz war sieben Jahre alt, als ihre Mutter mit ihr kurz nach dem Mauerbau 1961 aus der DDR floh. Ihr Vater Leo blieb zurück und hatte eine erfolgreiche Karriere als Polizist und Kommunist. Nach Leos plötzlichem Tod kehrt Hannah in ihre Heimatstadt Schwerin zurück – genau zu dem Zeitpunkt, da die Stadt durch einen brutalen Frauenmord erschüttert wird. Offensichtlich hat der Fall Leo vor seinem Tod beschäftigt. Als Hannah seinen Nachlass sichtet, stößt sie auf alte Unterlagen über einen Fall von 1977, der dieselbe Handschrift wie der akute Mord trägt – und der damals von ihrem Vater untersucht wurde. War Leo damals an einer Vertuschungsaktion beteiligt – oder hat er gar selbst etwas mit beiden Morden zu tun? |                      |               |                           |
| 2 | Tod im See           | Martin Eigler | 24. Januar 2005 auf ZDF   |
| Die ehemalige Kriminalpsychologin Hannah Schwarz wird in diesem neuen Fall in ein Drama von Schuld und Mord verwickelt. Ist ihr neuer Lebensgefährte Karl Hörster verantwortlich für den Tod seiner 16-jährigen Tochter, deren Leiche eines Nachts aus dem See gefischt wird? Steckt er womöglich auch hinter der Tragödie um seine Frau, die wenige Jahre zuvor unter ganz ähnlichen Umständen ums Leben kam? Hannahs Nachforschungen werden empfindlich gestört, als ein Freund aus Jugendtagen bei ihr aufkreuzt und sie für die Katastrophe seines Lebens verantwortlich macht. |                      |               |                           |
| 3 | Der Tod kommt zurück | Martin Eigler | 9. Januar 2006 auf ZDF    |
| Nach dem Mord an einem Ehepaar muss Hannah Schwarz versuchen, dem einzigen Zeugen der Tat, einem neunjährigen traumatisierten Jungen, eine Aussage zu entlocken. Bald stellt sich heraus, dass der Mörder bei der Wahrheitssuche nicht tatenlos zusehen will. |                      |               |                           |
| 4 | Tödliche Blicke      | Martin Eigler | 12. November 2007 auf ZDF |
| Der Zufallsfund einer Serie von brutalen Folterfotos führt Hannah Schwarz zu einem berüchtigten Kinderheim, in dem zu DDR-Zeiten ein besonders rauer Ton herrschte. Handelt es sich bei dem Mörder um einen traumatisierten Ex-Insassen? Oder ist der Fernfahrer Holger Brügge von seiner dunklen Vergangenheit eingeholt worden? |                      |               |                           |